# Pep Mondin
Pep Mondin (* 28. Juni 1928 in Zürich; † 12. Februar 1989 in Ammerswil) war ein Schweizer Grafiker, Designer, Maler, Zeichner und Bildhauer.

## Leben und Werk
Pep Mondin, Sohn eines aus Sizilien eingewanderten Pflästerers, wuchs in Zug auf. Er besuchte die Kunstgewerbeschule Zürich und machte anschliessend eine Bildhauerlehre. 1948 wurde er Mitglied der Zürcher Künstlergruppe «Réveil». Diese wurde aus Protest gegen den elitären Zürcher Kunstbetrieb gegründet und hatte die Aufgabe, besonders für junge Kunstschaffende, juryfreie Ausstellungen zu ermöglichen.
Pep Mondin besuchte ab 1949 Kurse an der École nationale supérieure des beaux-arts und an der Académie de la Grande Chaumière in Paris. Wieder in Zürich widmete er sich dem Design von zahlreichen Signeten. Zudem entwarf er die erste Plastik-Mode-Tragtasche sowie die erste Schallplattenhülle. Pep Mondin war eng mit Mario Comensoli befreundet.
1952 lernte Mondin die Grafikerin, Modezeichnerin und spätere Malerin Irma, geborene Meyer (1931–2014) kennen. Beide gehörten zu den Zürcher Künstlerkreisen, die sich regelmässig im «Bellevue» und im Grand Café Odeon trafen. Das Paar heiratete 1954 und Mondin liess sich in Zürich einbürgern. Gemeinsam bewerkstelligten sie grafische Arbeiten für verschiedene Firmen.
Ohne sich dafür zu bewerben, erhielt Pep Mondin 1953 und 1954 ein Kunststipendium der Stadt Zürich. Zudem nutzte er als Untermieter das städtische Atelier von Margrit Gsell-Heer. Als diese das Atelier aufgab, wurde ihm trotz früherer Zusage der Ateliervertrag gekündigt. In der Folge schwor sich Mondin, nie mehr in Zürich auszustellen. 
Ab 1968 lebte und arbeitete das Ehepaar in einem kleinen Haus auf dem «Tannerhübel» oberhalb Ammerswil. Nach Pep Mondins Tod zog Irma Mondin wieder nach Zürich.